# Grzegorz Pełczyński
Grzegorz Paweł Pełczyński (ur. 1962 w Poznaniu) – polski antropolog kulturowy, religioznawca i publicysta, prozaik doktor habilitowany nauk humanistycznych, profesor nadzwyczajny Uniwersytetu Wrocławskiego.

## Działalność naukowa
W obszarze jego zainteresowań naukowych znajdują się grupy etno-religijne (m.in Karaimi i Ormianie polscy), antropologia filmu oraz antropologia literatury.
Był profesorem w Instytucie Etnologii i Antropologii Kulturowej UAM (kierownik Zakładu Studiów nad Kulturą Współczesną). Wykładał w Gnieźnieńskiej Szkole Wyższej Milenium. Od 2013 był profesorem w Katedrze Etnologii i Antropologii Kulturowej Uniwersytetu Szczecińskiego. Od 2016 roku jest profesorem w Katedrze Etnologii i Antropologii Kulturowej Uniwersytetu Wrocławskiego.
Badania terenowe prowadził w Polsce w Armenii, w Austrii, na Ukrainie, w Rosji i na Litwie.
W latach 2004–2016 przewodniczący Komisji Etnograficznej Poznańskiego Towarzystwa Przyjaciół Nauk. Członek Association Internationale des Etudes Arméniennes. Członek Komisji Historycznej Kościoła Ewangelicko-Metodystycznego. Twórca i redaktor naczelny czasopisma „Our Europe”.

## Wybrane publikacje
Prace naukowe:
- Status etniczny Ormian polskich w wieku XX, Warszawa: Koło Zainteresowań Kulturą Ormian, 1994, ISBN 83-902285-0-5
- Najmniejsza mniejszość: Rzecz o Karaimach polskich, Warszawa: Wydawnictwo Stanisław Kryciński i Towarzystwo Karpackie, 1995, ISBN 83-85531-06-8
- Ormianie polscy w wieku XX: Problem odrębności etnicznej, Warszawa: Koło Zainteresowań Kulturą Ormian przy Oddziale Warszawskim Polskiego Towarzystwa Ludoznawczego, 1997, ISBN 83-902285-3-X
- Dziesiąta muza w stroju ludowym: O wizerunku kultury chłopskiej w kinie PRL, Poznań: Wydawnictwo Naukowe UAM, 2002, Seria: Etnologia i Antropologia Kulturowa nr 20, ISBN 83-232-1154-X, ISSN 1230-8595
- Karaimi polscy, Poznań: Poznańskie Towarzystwo Przyjaciół Nauk, 2004, ISBN 83-7063-406-0
- Restauracja Kresowa, Ormiańskie Towarzystwo Kulturalne, Kraków 2011, ISBN 978-83-927161-2-9
- Mniejsze mniejszości i inne szkice, Katedra Etnologii i Antropologii Kulturowej, Wrocław 2017.
- Ewangelikalizm w Rosji (XIX-XX wiek), Poznań: Wydawnictwo Naukowe UAM 2012, ISBN 978-83-232-2450-1, wydanie drugie rozszerzone Wrocław 2019.
- Michał K. Pawlikowski o narodach Wielkiego Księstwa Litewskiego, LTW, Łomianki 2020.
- Mały słownik mniejszości narodowych w Polsce (razem z A. Pomiecińskim), Wydawnictwo Kucharski, Toruń 2021.
- Metodyści w Poznaniu w latach 1922-2022, Wydawnictwo „Pielgrzym Polski”, Warszawa 2022.
- Ormianie w literaturze polskiej. Szkice, Księgarnia Akademicka, Kraków 2023.

Prace redakcyjne:
- Z daleka widać lepiej / Anna Danilewicz, Kraków: Ormiańskie Towarzystwo Kulturalne, 1999, ISBN 83-903157-1-8
- (wspólnie z Ryszardem Vorbrichem) Antropologia wobec fotografii i filmu, Poznań: Biblioteka Telgte 2004, ISBN 83-89873-40-0
- (wspólnie z Ryszardem Vorbrichem) Obrazy kultur, Poznań: Biblioteka Telgte, 2007, ISBN 978-83-924523-1-7
- (wspólnie z Klaudiuszem Święcickim) Polacy wobec wielości kultur. Wczoraj - dziś - jutro, Gniezno: Gnieźnieńska Wyższa Szkoła Humanistyczno-Menedżerska „Milenium”, 2009, ISBN 978-83-61352-40-2

Publikacje literackie:
- Opowieści dla Kubusia, opowieści dla Jakuba, Logos Press, Cieszyn 2012
- Ulubiona bajka, Logos Press, Cieszyn 2014
- Cukierki i fajerwerki, Miniatura, Kraków 2015
- Lekcja historii, Miniatura, Kraków 2018
- Kryminały i romanse, Instytut Wydawniczy „Świadectwo”, Bydgoszcz 2019
- Siedemdziesiąt wyjątkowo krótkich opowiastek, Miniatura, Kraków 2020